# Ämari
Ämari kisváros (alevik) Észtország északi részén. Harju megye Vasalemma vidéki önkormányzatához tartozik. Lakossága a 2011-es népszámlálás idején 190 fő volt, ebből 190 (35,1%) volt észt nemzetiségű.

## Története
A települést először a 13. századtól vezetett ún. dán összeírás említi, akkor még Hemaeri néven. Egy 1413-as feljegyzésben szerepel a Happemat mezőváros részeként említik, amelyet a Padisei kolostor vett meg. 1592-ben Ämarit mint uradalom említik, amely Suurküla falu része.
1945-ben a szovjet hadsereg épített repülőteret a falutól északra, amelyet az 1950-es évek közepén jelentős légibázissá fejlesztettek. A szovjet időkben azonban a repülőtértől nyugatra fekvő falú után  Suurküla légibázis néven ismerték. Az Ämari légibázis napjainkban az Észt Légierő legfőbb repülőtere és ott található a légierő parancsnoksága is.

## Népesség
A település népessége az utóbbi években az alábbi módon alakult:
| Lakosok száma | 542  | 545  | 526  | 556  |
|               | 2011 | 2019 | 2020 | 2021 |